# Barbara Perchał
Barbara Perchał (ur. 4 stycznia 1933, zm. 22 stycznia 2011) – polska architekt i urbanistka, działająca głównie w Krakowie.

## Życiorys
Urodziła się 4 stycznia 1933 roku. W 1960 roku dołączyła do Stowarzyszenia Architektów Polskich. W latach 1961–1971 była członkinią grupy, która zajmowała się budową osiedla Wrocławska w Krakowie, a w 1966–1973 grupy zajmującej się budową Uniwersytetu Komisji Edukacji Narodowej, znajdującego się w tym samym mieście. Zmarła 22 stycznia 2011 roku.
Została pochowana na Cmentarzu Salwatorskim w Krakowie.

## Ważniejsze projekty
- Osiedle Wrocławska, Kraków (1961–1971)
- Uniwersytet Komisji Edukacji Narodowej, Kraków (1966–1973)

Opracowano na podstawie źródła:.